# Karen (slanguttryck)
Karen är ett nedsättande slanguttryck från den engelskspråkiga världen. Det används vanligtvis för att referera till en medelklasskvinna som uppfattas som förmäten, dryg eller överdrivet krävande. Termen porträtteras ofta i mem som skildrar vita medelklasskvinnor som "använder sina vita och klassmässiga privilegier för att kräva sin vilja". Skildringar inkluderar beteenden som att kräva att "prata med chefen" eller att vara rasistisk, samt att bära en viss bobfrisyr.
Uttrycket populariserades i efterdyningarna av Fågelskådningsincidenten i Central Park(en) 2020, där en kvinna ringde polisen och påstod att hon var hotad till livet av en afroamerikansk manlig fågelskådare som anmodade henne att hålla sin hund kopplad enligt parkens regler.
Termen har kritiserats för att vara rasistisk, sexistisk, åldersdiskriminerande och kontrollerande av kvinnors beteende.
Antalet verkliga incidenter med "framfusiga, påstridiga medelklasskvinnor som tycker sig ha rätt till allt" är dock begränsat. Vissa av de videoklipp som påstås visa fenomenet har visat sig vara arrangerade.
I en artikel om uppmärksammade incidenter i USA, där vita kvinnor obefogat ringde polisen för att anmäla svarta människor, kallade The Guardian 2020 för "Karenåret". I juli 2020 introducerade Shamann Walton(en), ledamot i San Francisco Board of Supervisors(en), CAREN-lagen (Caution Against Racially Exploitative Non-Emergencies), som föreslog att San Franciscos polislag skulle ändras för att göra det straffbart med fabricering av rasistiskt partiska nödanrop. Lagen antogs enhälligt i oktober samma år, varefter Williams noterade att "dessa mem faktiskt gör ett logiskt och politiskt arbete för att hjälpa oss att få till lagändringar".